# Montañas Swanson
Las montañas Swanson son una cadena montañosa de unos 15 km de largo, que se encuentran a 11 km al sureste de la montaña Saunders en las cordilleras Ford, Tierra de Marie Byrd. Fueron descubiertas mediante vuelos de reconocimiento realizados durante la Expedición Antártica de Richard Byrd en 1934 y nombradas en honor a Claude A. Swanson, Secretario de la Marina de los Estados Unidos, 1933-39.